# Otto Pettersson

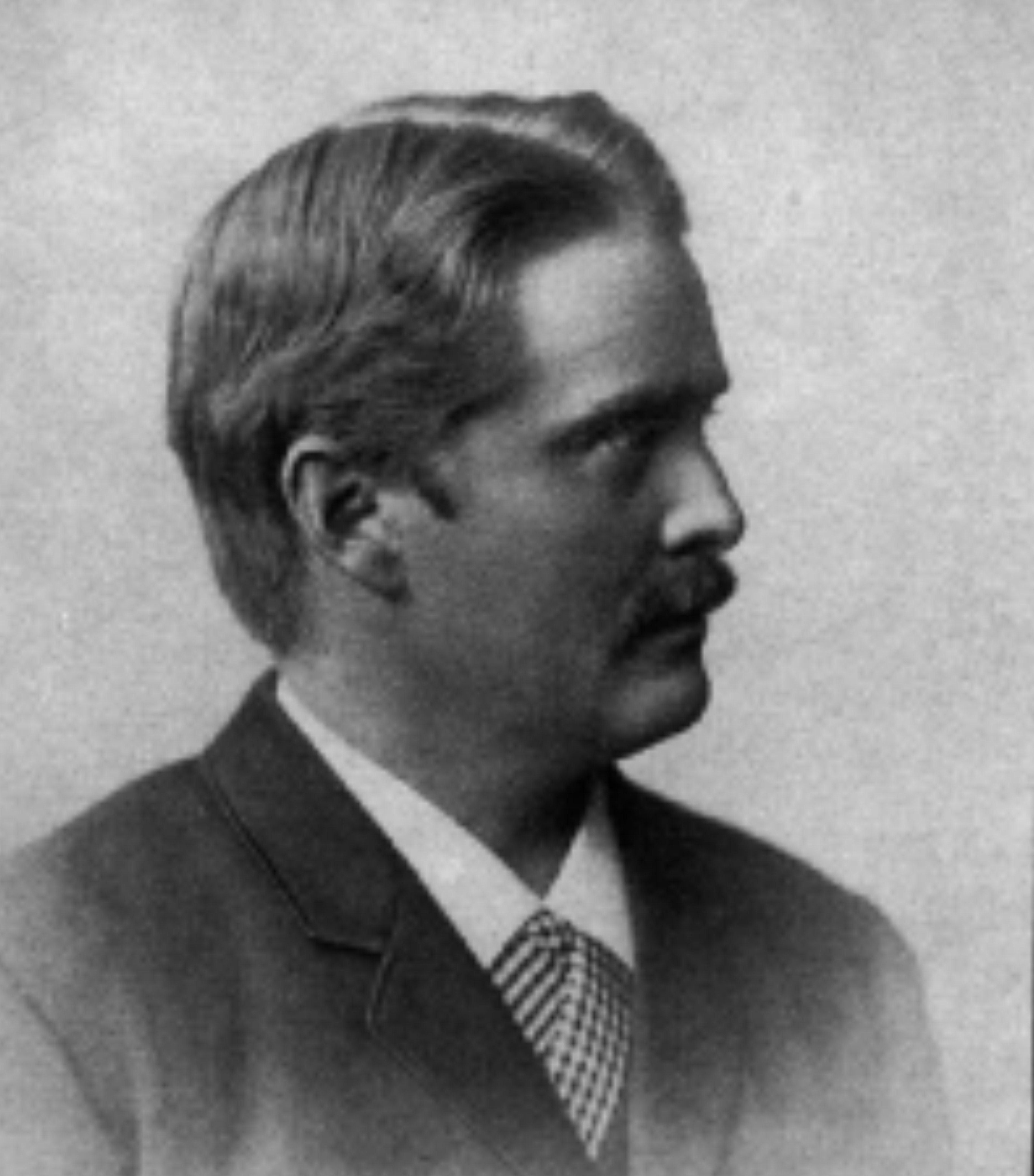
Otto Pettersson um 1900

Sven Otto Pettersson (* 12. Februar 1848 in Göteborg; † 16. Januar 1941 ebenda) war ein schwedischer Chemiker und Ozeanograph.
Pettersson studierte ab 1866 Chemie in Uppsala. Er wurde 1872 promoviert und 1874 Dozent für Physikalische Chemie in Uppsala. Ab 1881 war er an der Universität Stockholm, an der er 1884 Professor für Chemie wurde. 1902 gründete er mit Gustaf Ekman (1852–1930) die hydrographische Feldstation auf der Insel Stora Bornö in der Gemeinde Lysekil am Gullmarsfjorden. 1909 gab er seine Professur in Stockholm auf, um diese zu leiten.
Er befasste sich zunächst mit der Chemie von Selen und Beryllium, mit physikalischen Eigenschaften einiger anorganischer Verbindungen (besonders Chloride von Indium, Gallium, Eisen, Aluminium, Chrom, Beryllium und Seltene Erden) bei hohen Temperaturen und später mit physikalischer Chemie (spezifische Wärme, latente Wärme wie Kristallisationsenthalpie und Schmelzenthalpie u. a.). Das brachte ihn über Otto Nordenskjöld mit Meereskunde in Verbindung. Er untersuchte die Eisbedingungen in der Ostsee und Arktis und die Dichte von Seewasser bei unterschiedlichen Temperaturen und Salzgehalten. Er entwickelte auch genaue Methoden zur Gasanalyse und untersuchte den Gasgehalt in Grundwasser und im Meerwasser (arktische Gewässer vor Sibirien, Nord- und Ostsee). Er befasste sich mit der Heringsfischerei in Bohuslän, langfristigen Wettervorhersagen, den Gründen für das frühe oder verspätete Einsetzen von Vegetationsperioden, dem Einfluss von Eisschmelze auf die ozeanische Zirkulation und dem Zusammenhang von hydrographischen und Wetter-Phänomenen und atmosphärische Gezeiten. 1909 entdeckte er Gezeitenbewegungen in tieferen Meeresschichten. 1923 veröffentlichte er über innere Bewegungen in Zwischenschichten des Meeres und der Atmosphäre.
Mit Ekman veröffentlichte er 1898 eine Geschichte der Hydrographie des Arktischen Ozeans.
Auf seine Initiative hin tagte die erste internationale Konferenz über Hydrographie 1899 in Stockholm und ebenfalls auf ihn ging die Gründung des internationalen Rats für Meeresforschung (International Council for the Exploration of the Sea, ICES, 1902) zurück, deren Präsident er 1915 bis 1920 war. Pettersson war auch der führende Wissenschaftler in der schwedischen Hydrographischen Kommission (1892 bis 1900) und der Biologisch-Hydrographischen Kommission (ab 1901). 1889 wurde er Mitglied der Königlich Schwedischen Akademie der Wissenschaften, 1907 erhielt er die Vega-Medaille der Schwedischen Gesellschaft für Anthropologie und Geographie

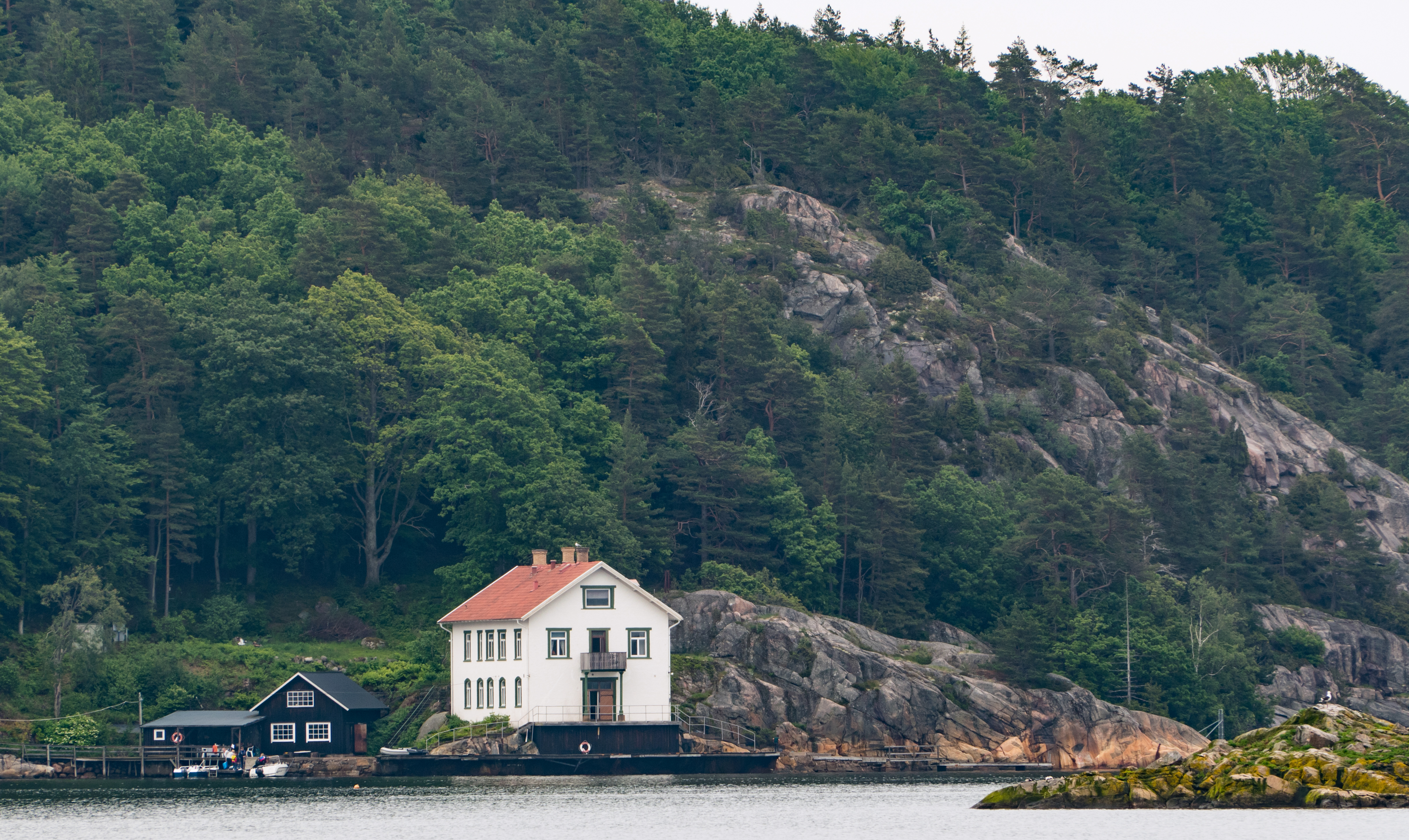
Hydrographische Station Bornö

Er war der Vater von Hans Pettersson, der ebenfalls Ozeanograph und Physiker war.

## Schriften
- On the occurrence of lunar periods in solar activity and the climate of the earth: a study in geophysics and cosmic physics. Springer 1914
- Climatic variations in historic and prehistoric time. Springer 1914
- Innere Bewegungen in den Zwischenschichten des Meeres und der Atmosphäre. In: Nova Acta Regiae Societatis Scientiarum Upsaliensis. Serie IV, Band 6, Heft 2, 1923

| Personendaten    | Personendaten                         |
| ---------------- | ------------------------------------- |
| NAME             | Pettersson, Otto                      |
| ALTERNATIVNAMEN  | Pettersson, Sven Otto                 |
| KURZBESCHREIBUNG | schwedischer Ozeanograph und Chemiker |
| GEBURTSDATUM     | 12. Februar 1848                      |
| GEBURTSORT       | Göteborg                              |
| STERBEDATUM      | 16. Januar 1941                       |
| STERBEORT        | Göteborg                              |